# Vallée de la Canner
Pour les articles homonymes, voir Canner (homonymie).
La vallée de la Canner (Kanerdall en francique lorrain) est un site naturel inscrit de 5 550 ha de la Moselle reconnu pour ses qualités paysagères
Ce territoire offre un registre patrimonial varié : 
les ruines de l‘abbaye de Villers-Bettnach, le château de Hombourg-Budange, la ferme de Neudelange, la chapelle Notre-Dame de Rabas, de nombreux calvaires, l’architecture rurale typique, des sites archéologiques.

## Espaces naturels
Cet espace est territoire partagé entre grandes cultures et vastes massifs forestiers.
- Zone forestière : hêtraie riche en fougères, chênaie-charmaie, frênaie à ail
- Faune et flore : zone de Conservation des Oiseaux[3], Zone Naturelle d’Intérêt Écologique, Faunistique et Floristique de type I[4].

## Protections

### Patrimoine historique riche

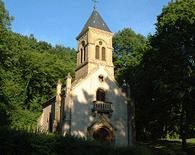
Chapelle de Rabas - narthex roman du XIe siècle et chœur de 1416.

- Façades et toitures du château de Hombourg-Budange et des éléments intérieurs
- Portail d'entrée et parties communes de l'abbaye de Villers-Bettnach ainsi que les ruines de l'abbatiale et des bâtiments conventuels.
- Notre-Dame-de-Rabas est située à proximité de Vigy.  Le Pape Urbain II parle de la construction de la Chapelle de Rabas par l’Empereur Charlemagne d’une bulle en latin[5].

### Autres
- Carrières ou gravières
- Fermes champêtres

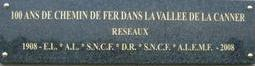
100 ans de Chemin de Fer dans la Vallée de la Canner

- Zone touristique : train touristique,  Vélorail, Randonnées pédestre, Labyrinthe végétal, Centre international de séjour A.D.E.P.P.A
- Cette vallée se trouve sur le tracé du chemin de Saint-Jacques de Compostelle[6]
- Économie forestière
- Chemin de fer touristique de la Vallée de la Canner, départ en gare de Vigy.

### Association(s)
- A.N.P.V.C - Association Nature et Patrimoine de la Vallée de la Canner : œuvre à la mise en valeur du patrimoine naturel et culturel du Pays de la Canner.

## Communes

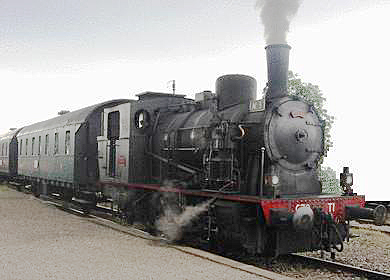
Locomotive Krupp

Hombourg-Budange, Aboncourt, Bettelainville, Charleville-sous-Bois, Ébersviller, Kédange-sur-Canner, Luttange, Metzeresche, Saint-Hubert, Vigy, Vry

## Hydrographie
La Canner est une petite rivière.